# Wennigsen-Gesetz
Das als Wennigsen-Gesetz bekannte Gesetz über die Neubildung der Gemeinde Wennigsen (Deister), Landkreis Hannover war ein Niedersächsisches Landesgesetz. Die Rechtsnorm wurde nach Vorbereitung des Niedersächsischen Innenministers Richard Lehners am 25. November 1969 vom Niedersächsischen Landtag verabschiedet und trat mit Wirkung zum 1. Januar 1970 in Kraft. Das nur drei Paragraphen umfassende Gesetz begründete die Gemeinde Wennigsen (Deister) als damals mit 53 Quadratkilometern größte gemeindliche Gebietskörperschaft im Raum Hannover. Es diente als Muster für die umfassende Verwaltungs- und Gebietsreform in Niedersachsen im Jahr 1974 und war textliche Grundlage vieler kommunaler Fusionsgesetze in jener Zeit.

## Inhalt
Gegenstand der Regelung war der Zusammenschluss von sieben bis dahin eigenständigen Gemeinden zur Gemeinde Wennigsen (Deister). Der Landtagsbeschluss fusionierte die damals rund 11.000 Einwohner umfassenden Gemeinden:
- Argestorf
- Bredenbeck am Deister
- Degersen
- Evestorf
- Holtensen bei Weetzen
- Sorsum
- Wennigsen

In § 2 wurde die Kommunalaufsichtsbehörde ermächtigt, für längstens fünf Jahre abweichende Realsteuerhebesätze zuzulassen. § 3 regelte das Inkrafttreten zum Jahresbeginn 1970.

## Hintergrund
Bereits in den 1950er Jahren hatte sich die Notwendigkeit der kommunalstrukturellen Neuordnung des erst nach dem Zweiten Weltkrieg gegründeten Bundeslandes Niedersachsen gezeigt. Als eines der ersten Gebiete wurde die Region Hannover betrachtet, zunächst mit dem Gesetz zur Ordnung des Großraums Hannover (1962). Dieses sollte die Grundlage bilden, zahlreiche eigenständige Gemeinden zu größeren Einheiten kommunaler Selbstverwaltung zu bündeln (späteres Fusionsverhältnis in Wennigsen: sieben Gemeinden verschmolzen zu einer Großgemeinde). Auf den ersten Erfahrungen aufbauend, beschloss die Landesregierung unter Ministerpräsident Georg Diederichs im Jahr 1965 eine gutachterliche Arbeitskommission einzusetzen, die Vorschläge zur umfassenden Kommunalreform ausarbeiten sollte (Weber-Kommission). Ihre Arbeit umfasste sowohl die Untersuchung von Kreisstrukturen als auch die Frage nach zeitgemäßen Gemeindegrößen.
Im Jahr 1974 führte Niedersachsen eine umfassende landesweite Gebietsreform durch, die unter anderem zur Gründung eines vergrößerten Landkreises Hannover führte. Durch das Wennigsen-Gesetz war im Südwesten des Landkreises Hannover bereits eine Großgemeinde in Form einer Einheitsgemeinde gebildet worden, die damals als ausreichend leistungsfähig erachtet und Teil des vergrößerten Landkreises wurde. Mittlerweile ist Wennigsen die Gemeinde mit der geringsten Einwohnerzahl und der fünftkleinsten Fläche in der Region Hannover.

## Umsetzung
Der Zusammenschluss zur Gemeinde erfolgte per Gesetz zu Jahresbeginn 1970. Der Gründungsakt der Gemeinde Wennigsen (Deister) wurde gefeiert am 31. Januar unter Vorsitz des Oberkreisdirektors des Landkreises Hannover, Friedrich Bischoff. Die finanzielle Förderung der Kommunalfusion seitens des Landes belief sich auf 340.000 Mark. Seit 1970 besteht die Gemeinde Wennigsen (Deister) in ihrer Struktur unverändert.
Für die Vorbereitung der Gründung der Großgemeinde erhielt der Wennigser Bürgermeister August Klages das Bundesverdienstkreuz am Tage des Festaktes der Gemeindegründung verliehen.